# Senat Albertz I
Der Senat Albertz I war vom 14. Dezember 1966 bis zum 6. April 1967 die Regierung von West-Berlin.
| Amt                                                          | Name              | Partei | Partei |
| ------------------------------------------------------------ | ----------------- | ------ | ------ |
| Regierender Bürgermeister                                    | Heinrich Albertz  |        | SPD    |
| Senator für Bundesangelegenheiten / Post- und Fernmeldewesen | Heinrich Albertz  |        | SPD    |
| Bürgermeister                                                | Otto Theuner      | SPD    |        |
| Senator für Arbeit und soziale Angelegenheiten               | Kurt Exner        | SPD    |        |
| Senator für Bau- und Wohnungswesen                           | Rolf Schwedler    | SPD    |        |
| Senator für Finanzen                                         | Hans-Günter Hoppe |        | FDP    |
| Senator für Gesundheitswesen                                 | Gerhart Habenicht |        | FDP    |
| Senator für Inneres                                          | Otto Theuner      |        | SPD    |
| Senator für Jugend und Sport                                 | Kurt Neubauer     | SPD    |        |
| Senator für Justiz                                           | Wolfgang Kirsch   |        | FDP    |
| Senator für Schulwesen                                       | Carl-Heinz Evers  |        | SPD    |
| Senator für Verkehr und Betriebe                             | Otto Theuner      |        | SPD    |
| Senator für Wirtschaft                                       | Karl König        |        | SPD    |
| Senator für Wissenschaft und Kunst                           | Werner Stein      |        | SPD    |